# Калининаул (Тляратинский район)
Калининаул (чечен. Патимат-отар) — село в Тляратинском районе Дагестана. Анклав на территории Бабаюртовском районе. Входит в состав Гиндибского сельсовета.

## Географическое положение
Расположено на территории Бабаюртовского района, в 24 км к западу от села Бабаюрт. Ближайшие населённые пункты: на северо-востоке — Хамаматюрт, на юге — Уцмиюрт, на юго-западе — Ибрагимотар.

## Население
| 1926 | 1939 | 1959 | 1970 | 2010 | 2021 |
| ---- | ---- | ---- | ---- | ---- | ---- |
| 322  | ↘201 | ↘186 | ↘159 | ↗612 | ↗816 |

## История
Основано как кутан Тляратинского района. На месте чеченского хутора Патиматотар.